# Fournier (Koch)
Der Fournier bezeichnet einen spezialisierten Koch, der hauptsächlich auf die Zubereitung von Gerichten im Ofen ausgerichtet ist. Diese relativ neue Spezialisierung in der Gastronomie hat sich aus der traditionellen Rolle des Bäckers und des Rôtisseurs (Bratenkochs) entwickelt und kombiniert Elemente beider Fachrichtungen. Der Fournier ist Experte für die vielseitigen Möglichkeiten des Backofens und beherrscht sowohl die Kunst des Backens als auch des Garens im Ofen.

## Geschichte und Entwicklung
Die Rolle des Fourniers entstand als Reaktion auf die wachsende Nachfrage nach innovativen und spezialisierten Kochtechniken. Während traditionelle Köche oft universelle Fähigkeiten besitzen, die verschiedene Kochtechniken umfassen, hat sich der Fournier als Antwort auf die wachsende Wertschätzung für spezialisierte Ofengerichte entwickelt. Diese Entwicklung spiegelt die Tendenz der modernen Gastronomie wider, spezifischere und ausgefeilte Rollen zu schaffen.
Die Ausbildung zum Fournier umfasst traditionelle Kochtechniken sowie spezialisierte Kurse und Praktika, die sich auf die Verwendung von Öfen konzentrieren. Zu den Kernkompetenzen gehören das Verständnis für die verschiedenen Ofentypen und -technologien, Temperaturkontrolle, Zeitmanagement und die spezifischen Anforderungen verschiedener Lebensmittel im Ofen. Fourniers lernen auch die subtilen Unterschiede in der Zubereitung von Fleisch, Fisch, Gemüse und Backwaren im Ofen.
Schon im alten Preußen wurde aus der Not heraus die Kochkunst des Fourniers beansprucht; durch zum Beispiel Garen wurde das Fleisch länger haltbar gemacht. Damals war der Begriff Fournier längst nicht so verbreitet wie heute, sodass man diese Leute damals Koch nannte.